# Branchiostegus semifasciatus
Branchiostegus semifasciatus är en fiskart som först beskrevs av Norman, 1931.  Branchiostegus semifasciatus ingår i släktet Branchiostegus och familjen Malacanthidae. IUCN kategoriserar arten globalt som livskraftig. Inga underarter finns listade.